# Covington (Ohio)
Pour les articles homonymes, voir Covington.
Covington est un village américain situé dans le comté de Miami, dans l'Ohio. Selon le recensement de 2010, sa population est de 2 584 habitants.

## Personnalités liées à cette ville
- Bertha Jaques (1853-1941), graveuse et photographe, y est née.